# Cortinarius venetus
Cortinarius venetus (Elias Magnus Fries, 1818/1821 ex Elias Magnus Fries 1838) din încrengătura Basidiomycota, în familia Cortinariaceae și de genul Cortinarius este o ciupercă otrăvitoare destul de frecventă, fiind un simbiont micoriza (formează micorize pe rădăcinile arborilor). Un nume popular nu este cunoscut. În România, Basarabia și Bucovina de Nord trăiește de la câmpie la munte, preponderent pe sol calcaros, în grupuri, uneori aproape în mănunchiuri, în păduri de foioase cu predilecție sub fagi, dar variația montanus numai în cele de conifere pe lângă molizi. Timpul apariției este din (iulie) august până în octombrie (noiembrie).

## Taxonomie

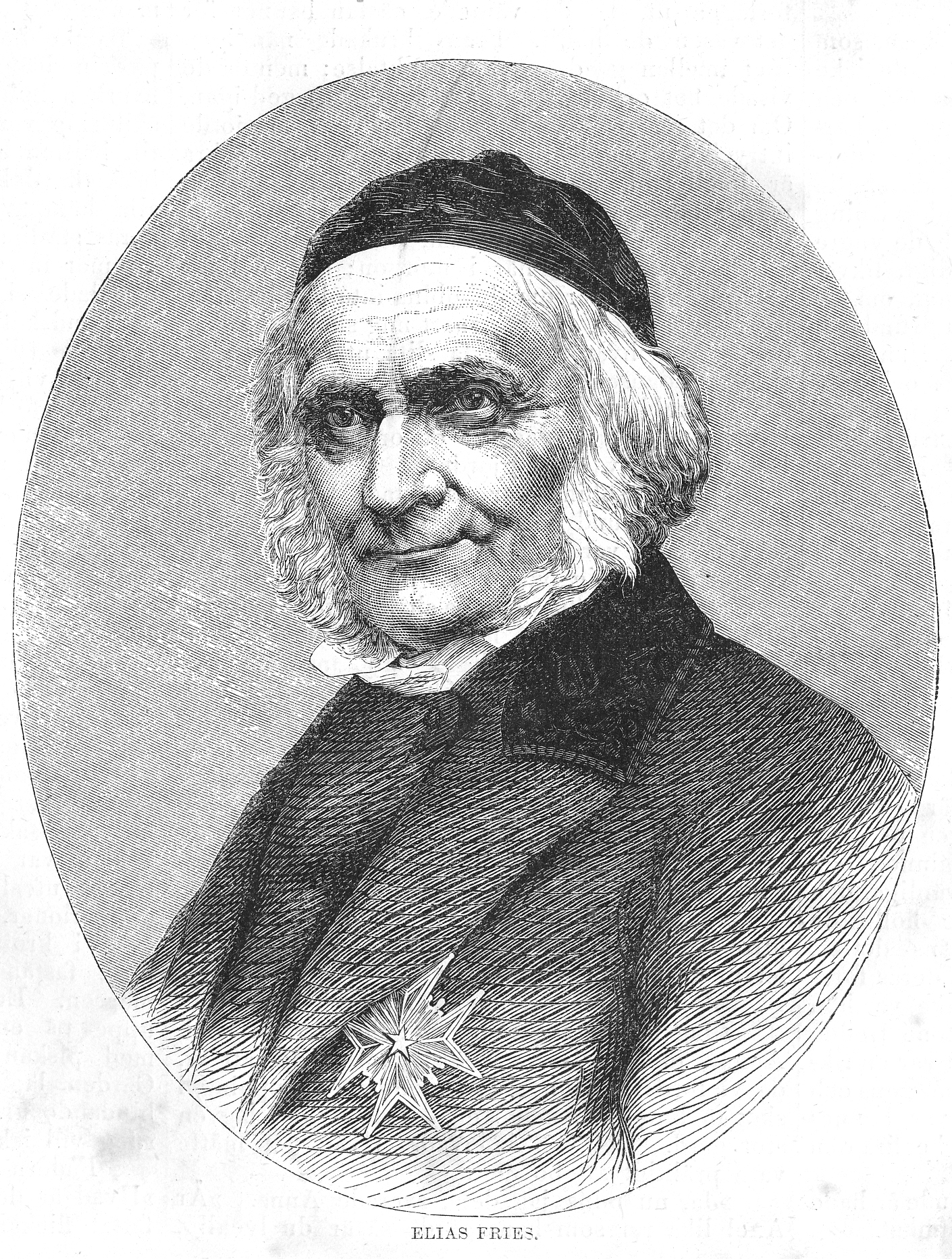
E. Fries

Numele binomial Agaricus raphanoides var. venetus a fost pomenit pentru prima dată de renumitul savant Elias Magnus Fries în volumul 2 al operei sale Observationes mycologicae din 1818 și sancționat de el însuși în volumul 1 al trilogiei sale Systema Mycologicum din 1821.
Apoi, în 1838, Fries a transferat variația descrisă de el la genul Cortinarius cu epitetul venetus, de verificat în cartea sa Epicrisis systematis mycologici, seu synopsis hymenomycetum, fiind și numele curent valabil (2022).
Taxon obligatoriu este Dermocybe veneta al micologului german Adalbert Ricken, descris în volumul 2 al operei sale Die Blätterpilze (Agaricaceae) Deutschlands und der angrenzenden Länder, besonders Oesterreichs und der Schweiz din 1915, bazând pe taxonarea lui Fries. 
Variația Cortinarius venetus var. montanus creată de cunoscutul micolog austriac Meinhard Michael Moser, de verificat în volumul 36-37 al jurnalului micologic Zeitschrift für Pilzkunde din 1970, este menționat în multe cărți de gen actuale, dar și toți alți termenii sunt acceptați drept sinonime. 
Epitetul specific este derivat din cuvântul latin (latină venetus=albăstrui, de culoarea mării), datorită nuanțelor în culoare pe cuticula ciupercii.

## Descriere

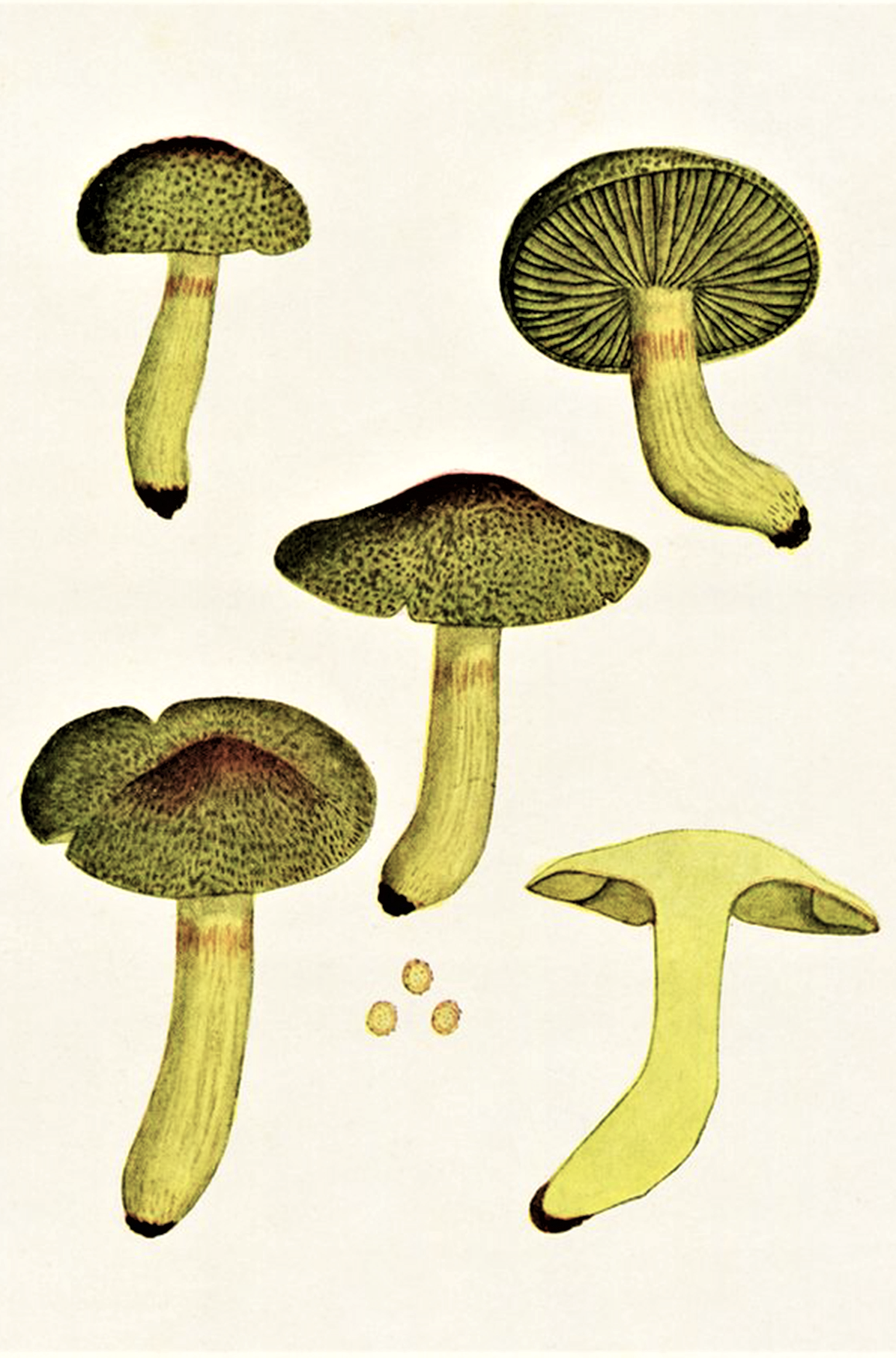
Bres.: Cortinarius venetus

- Pălăria: destul de fragilă, puțin cărnoasă și nehigrofană cu un diametru de 3-8 cm este la început aproape emisferică cu marginea nestriată, răsucită spre interior pentru mult timp, repede convexă, apoi extinsă, uneori cu o cocoașă superficială în centru. Cuticula este uscată, scvamos-floculoasă sau tomentos-păroasă, ori rupându-se la bătrânețe în solzi grosieri, ori devenind golașă. Coloritul galben-măsliniu, verde-măsliniu până brun-măsliniu este nu rar puțin mai închis la mijloc. Nuanțele măslinii trec la bătrânețe.
- Lamelele: nu prea groase și destul de îndepărtate între ele, intercalate și bifurcate, adnate slab bombat sau puțin decurente cu un dinte la picior, sunt învăluite la început de o cortină deschis galben-verzuie, formată din fibre foarte fine ca păienjeniș, resturi ale vălului parțial. Coloritul inițial galben-măsliniu devine cu timpul mai închis;  verde-măsliniu, brun-măsliniu și în sfârșit brun-roșcat. Muchiile sterile de culoare mai deschisă sunt la început netede, mai târziu slab ondulate și fin crestate.
- Piciorul: cu o lungime de 4-8 cm și o grosime de 1,5-3 cm este solid, fibros longitudinal, cilindric, spre bază mai ales în tinerețe puternic îngroșat în formă de măciucă, fiind plin, apoi gol pe dinăuntru. Suprafața de colorit galben-verzui, galben-măsliniu, la bătrânețe brun-măsliniu, este netedă, fiind doar ocazional decorată cu un rest al vălului parțial sub forma unui cordon inelar flocos și galben-măsliniu. Baza este mereu mai deschisă, albicioasă.
- Carnea: destul de subțire și în picior fibroasă este galben-verzuie, căpătând cu avansarea în vârstă nuanțe din ce în ce mai măslinii. Nu se decolorează după tăiere. Mirosul este slab de ridichi (în timp ce la variația montanus mult mai puternic), iar gustul, în primul moment blând, devine repede sever metalic.[3][4]
- Caracteristici microscopice: are spori galben-maronii rotunjiți până la ușor alungiți, aspru-granuloși cu veruce de dimensiune variabilă, măsurând (5,5) 6,5–8 × (4,5) 5,5–6,5  microni. Pulberea lor este brun de scorțișoară. Basidiile clavate cu 4 sterigme fiecare au o dimensiune de 28–35 x 6,5–7 microni. Pileocistidele (elemente sterile de pe suprafața pălăriei) constau din hife destul de laxe, ușor împletite subradial, cu o grosime de 8–12 (15) μm, care poartă catarame pe septuri. Sunt parțial încrustate maroniu, dar conțin întotdeauna un pigment intracelular galben-verzui. Subcuticula este mai deloc diferențiată. Prezintă de obicei cheilocistide (elemente sterile situate pe muchia lamelor) cilindrice, clavate sau aproape în formă de sticlă, doar puțin proeminente, care au o lungime de 20–35 (40) microni și o lățime de 5–12 microni.[11][12]
- Reacții chimice: carnea se decolorează cu hidroxid de potasiu negru, pe când cuticula vinaceu, mai târziu și ea negricios[13] și carnea cu tinctură de Guaiacum încet verde-măsliniu.[14]

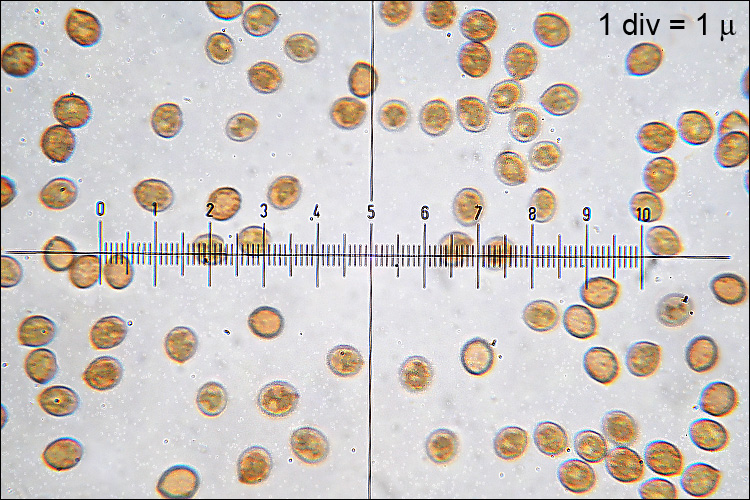
C. venetus var. montanus, spori
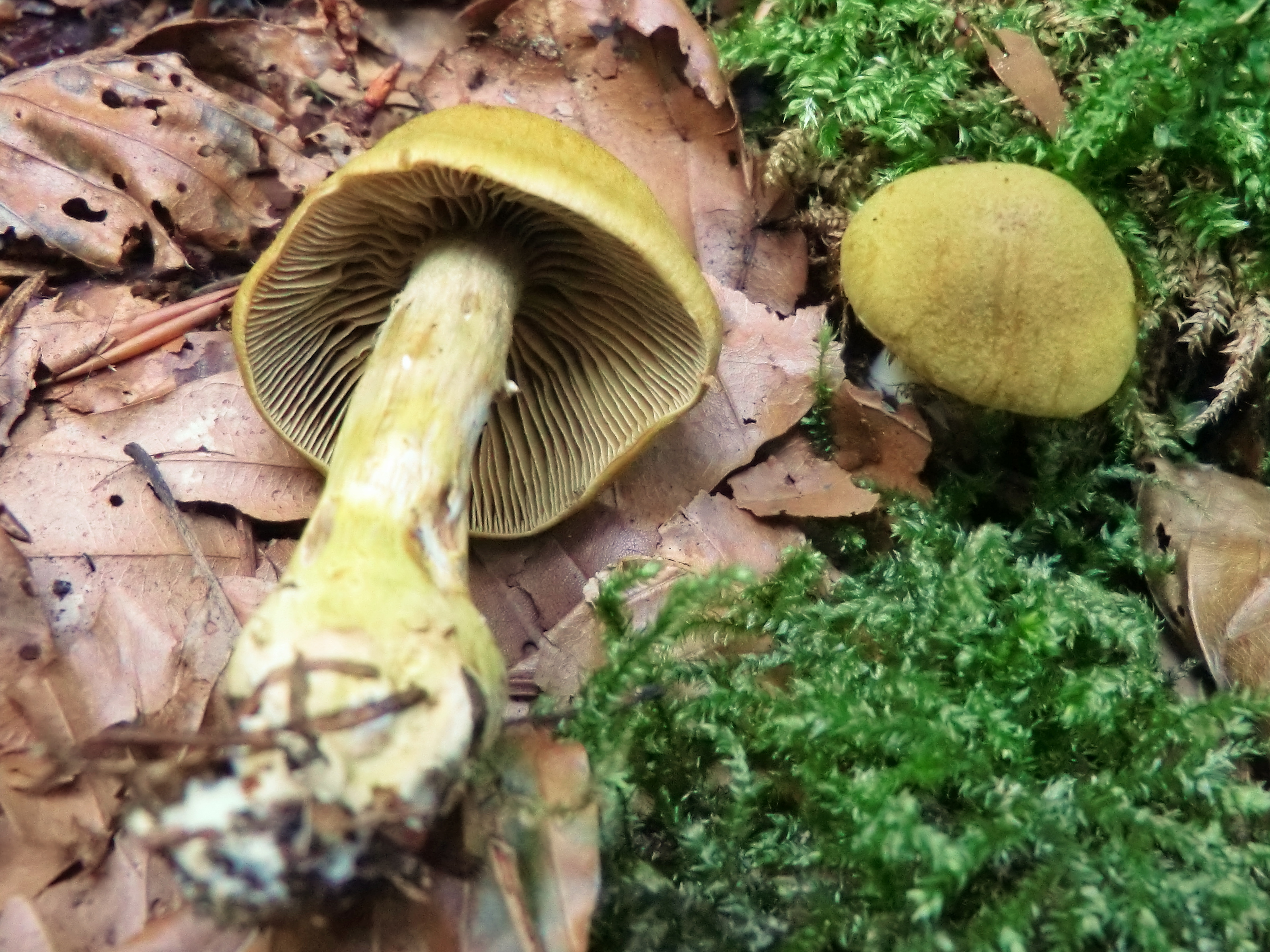
C. venetus mai tineri: pălărie lamele și picior
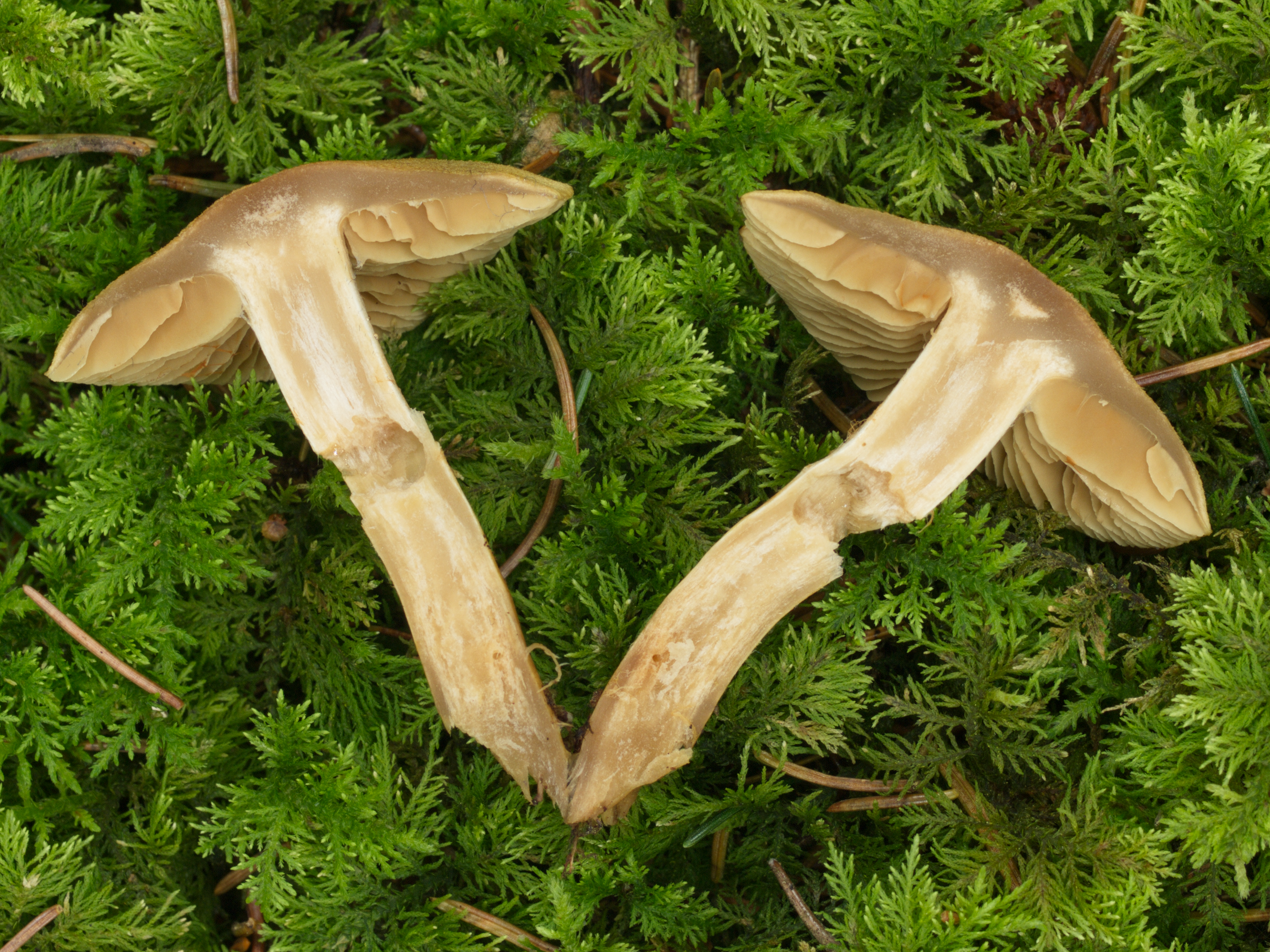
C. venetus, secțiune longitudinală
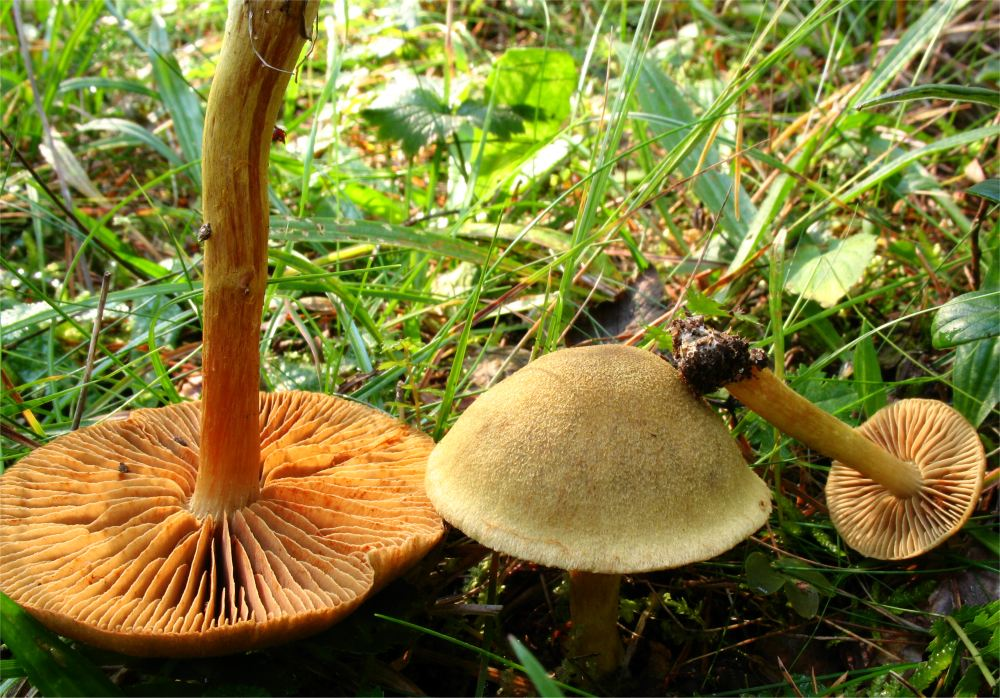
C. venetus, aspecte diverse

## Confuzii
Specia poate fi confundată de exemplu cu: Cortinarius armillatus (comestibil), Cortinarius balaustinus (comestibil), Cortinarius bolaris (otrăvitor, se dezvoltă sub fagi și stejari), Cortinarius bovinus (necomestibil), Cortinarius callisteus (otrăvitor), Cortinarius caninus (comestibil), Cortinarius claricolor (comestibil), Cortinarius corrugatus (suspect), Cortinarius cotoneus (otrăvitor), Cortinarius fluminoides (comestibil), Cortinarius hinnuleus (necomestibil), Cortinarius laniger (necomestibil), Cortinarius limonius (posibil letal), Cortinarius melanotus (necomestibil),< Cortinarius multiformis (comestibil, lamele inițial albicioase, apoi cenușii până la maroniu-roșcate și piciorul inițial albicios, apoi ocru deschis), Cortinarius psittacinus (otrăvitor) + imagini, Cortinarius rubicundulus (otrăvitor),Cortinarius subferrugineus (necomestibil), Cortinarius talus (comestibil), Cortinarius turmalis (necomestibil), sau Cortinarius vernus sin. Cortinarius erythrinus (necomestibil).

## Specii asemănătoare în imagini

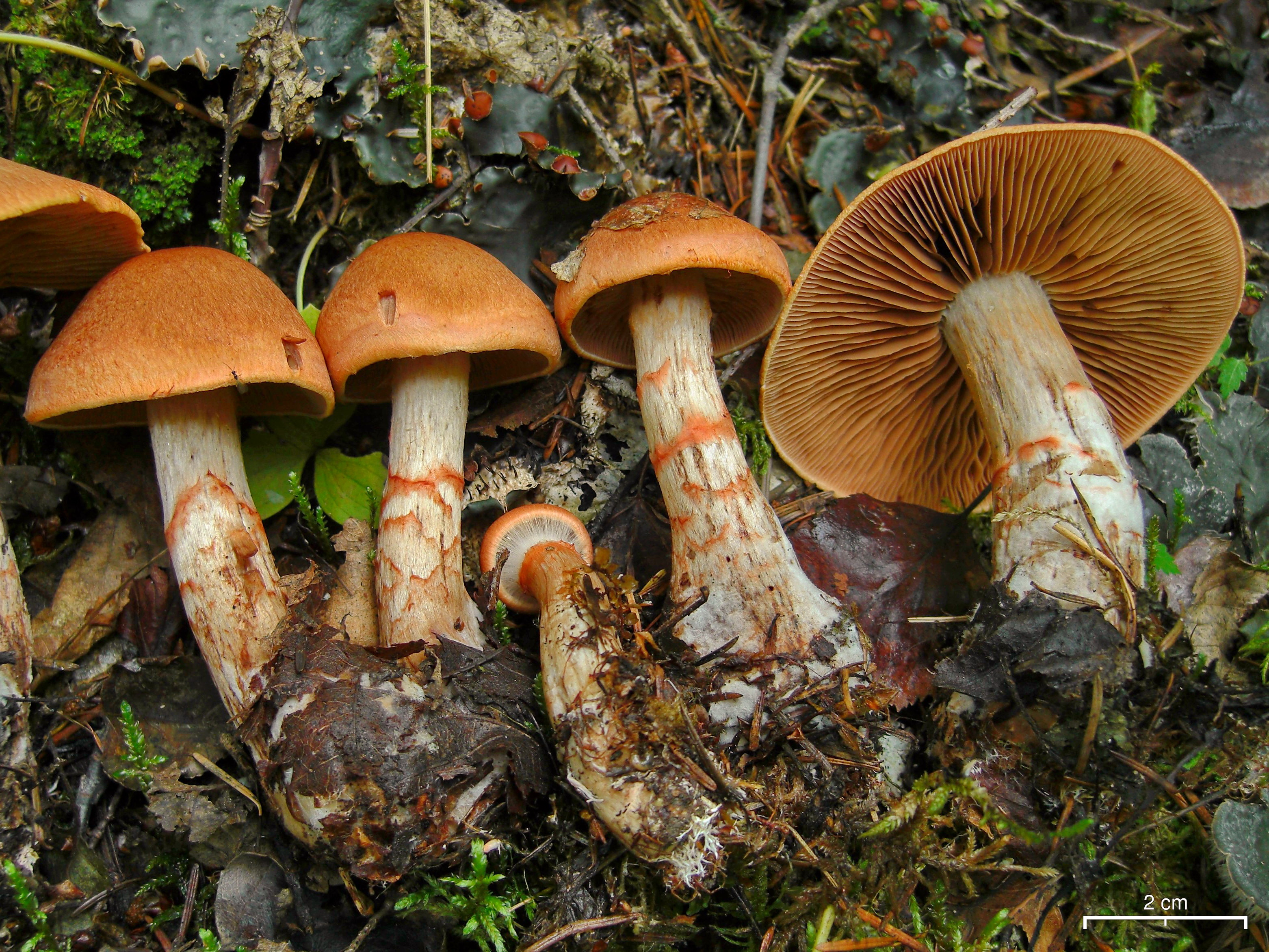
Cortinarius armillatus
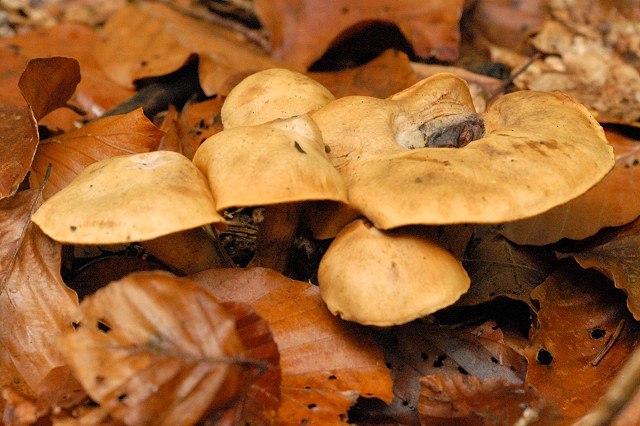
Cortinarius balaustinus
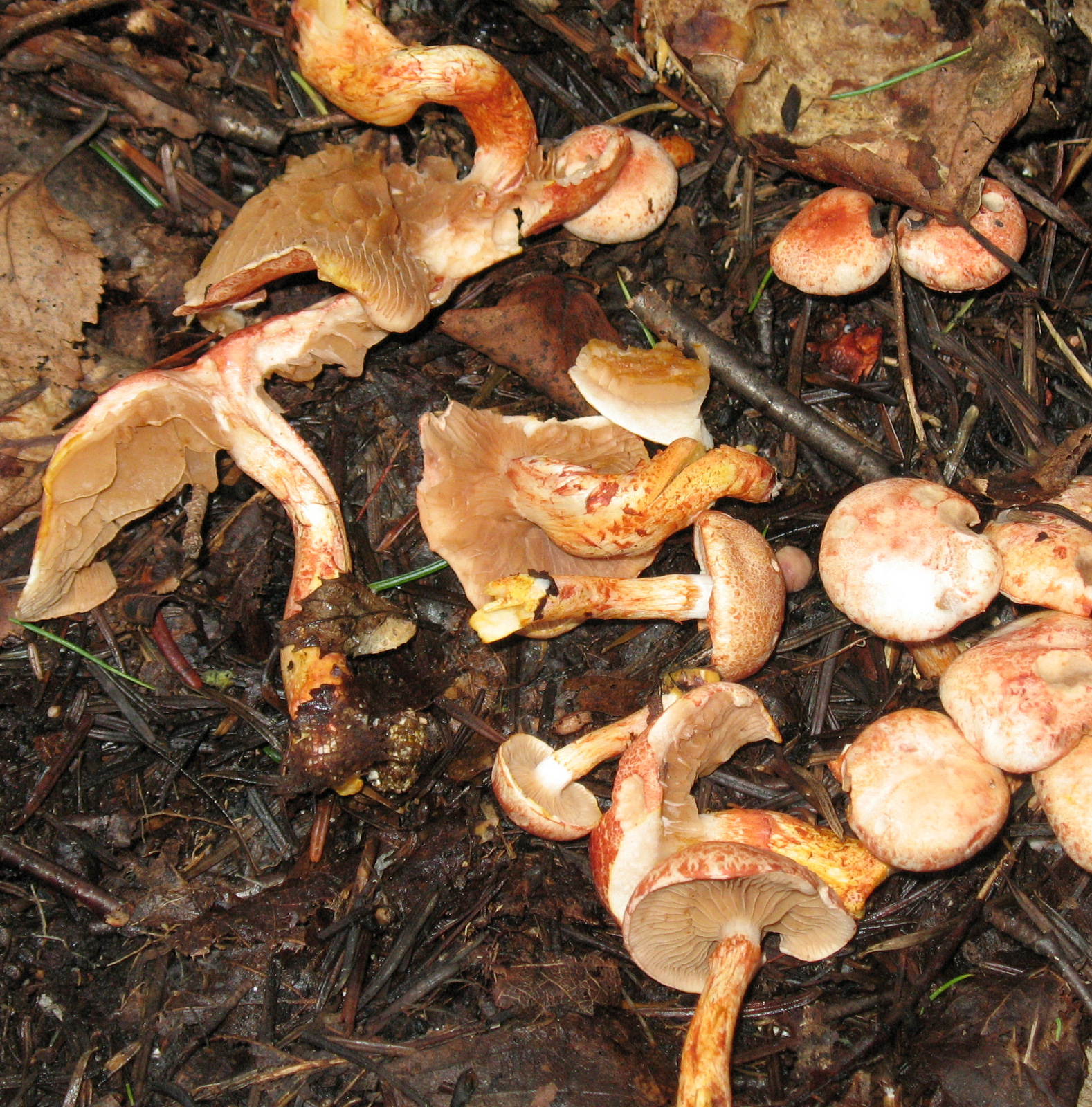
!!Cortinarius bolaris!!
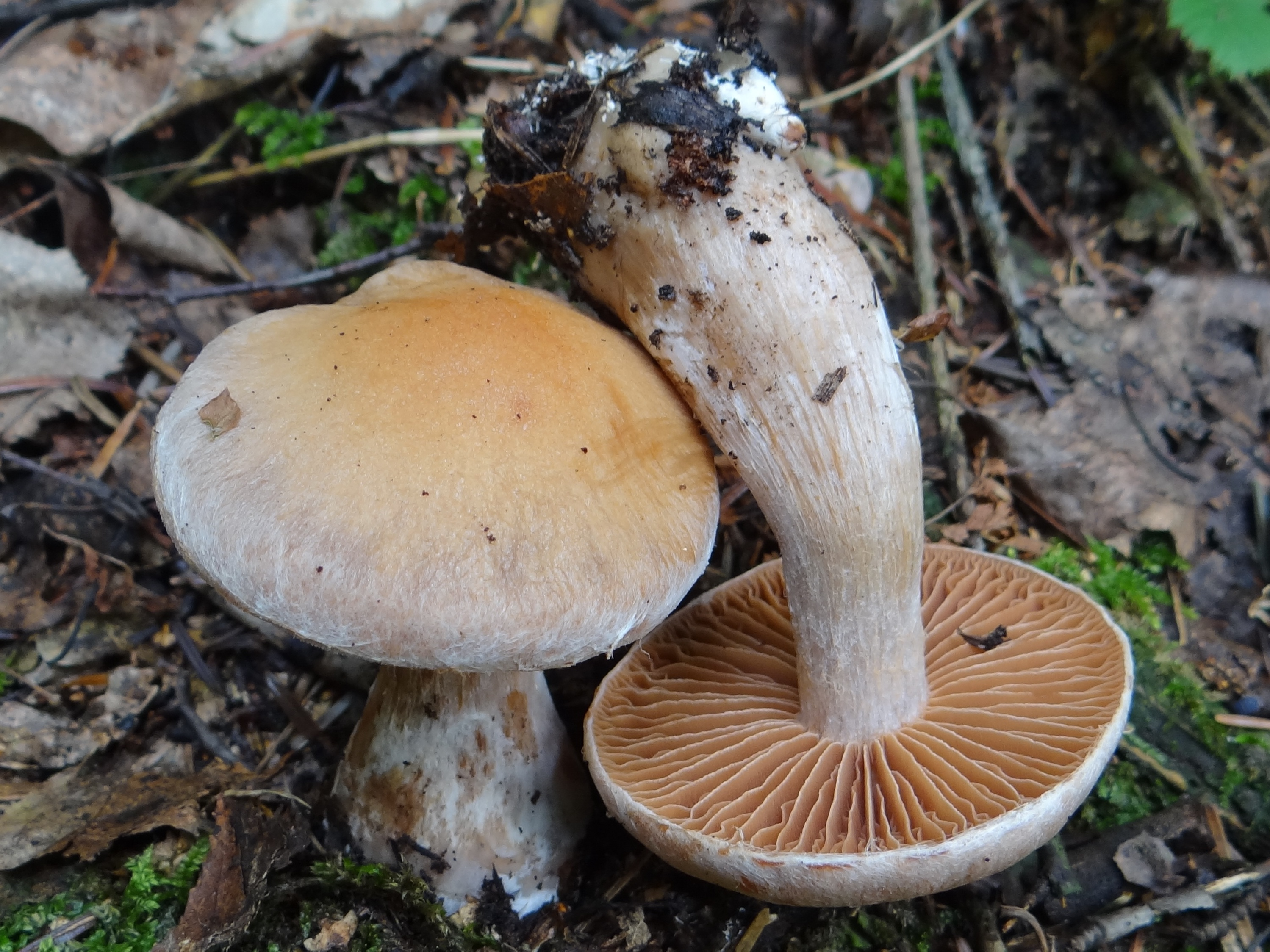
!Cortinarius bovinus!
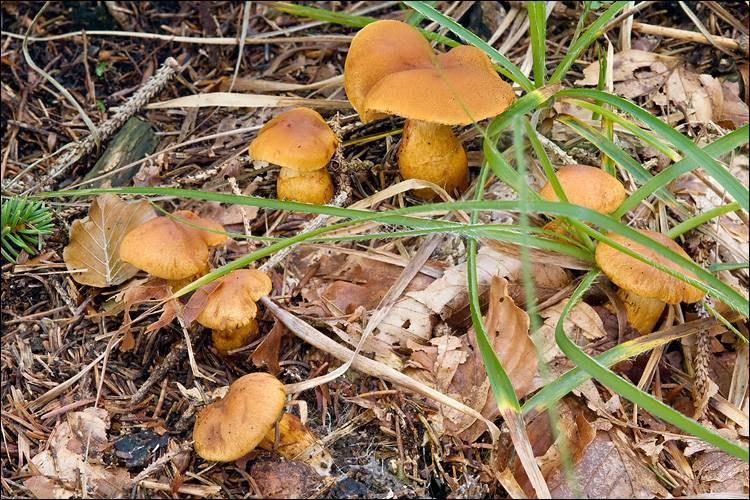
!!Cortinarius callisteus!!
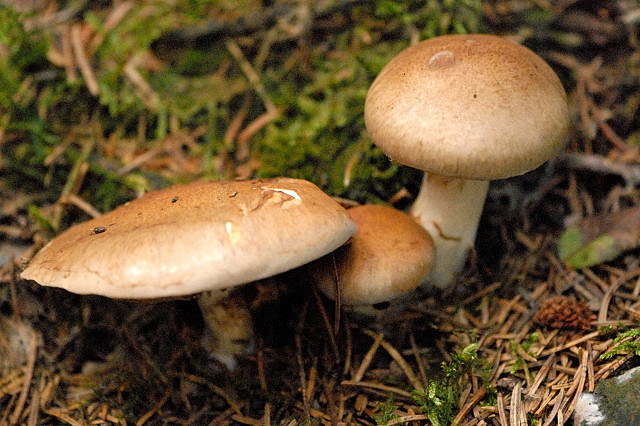
Cortinarius caninus
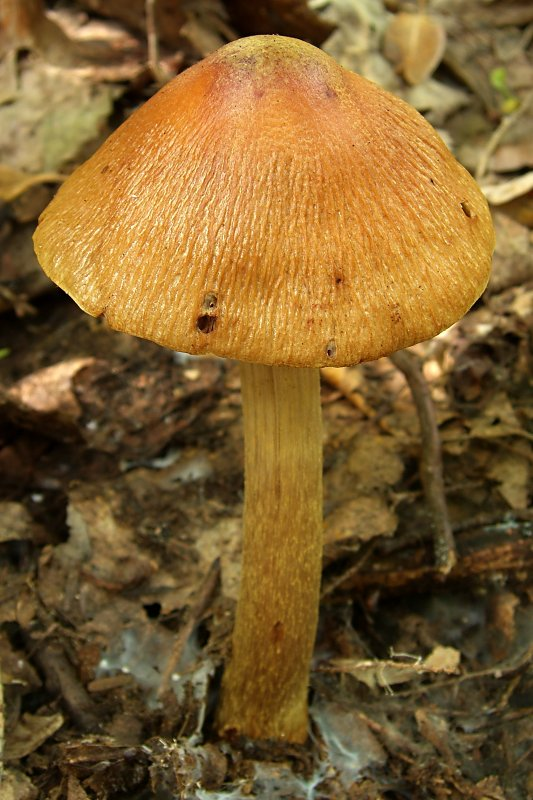
!!Cortinarius cotoneus!!tinarius corrugatus!!
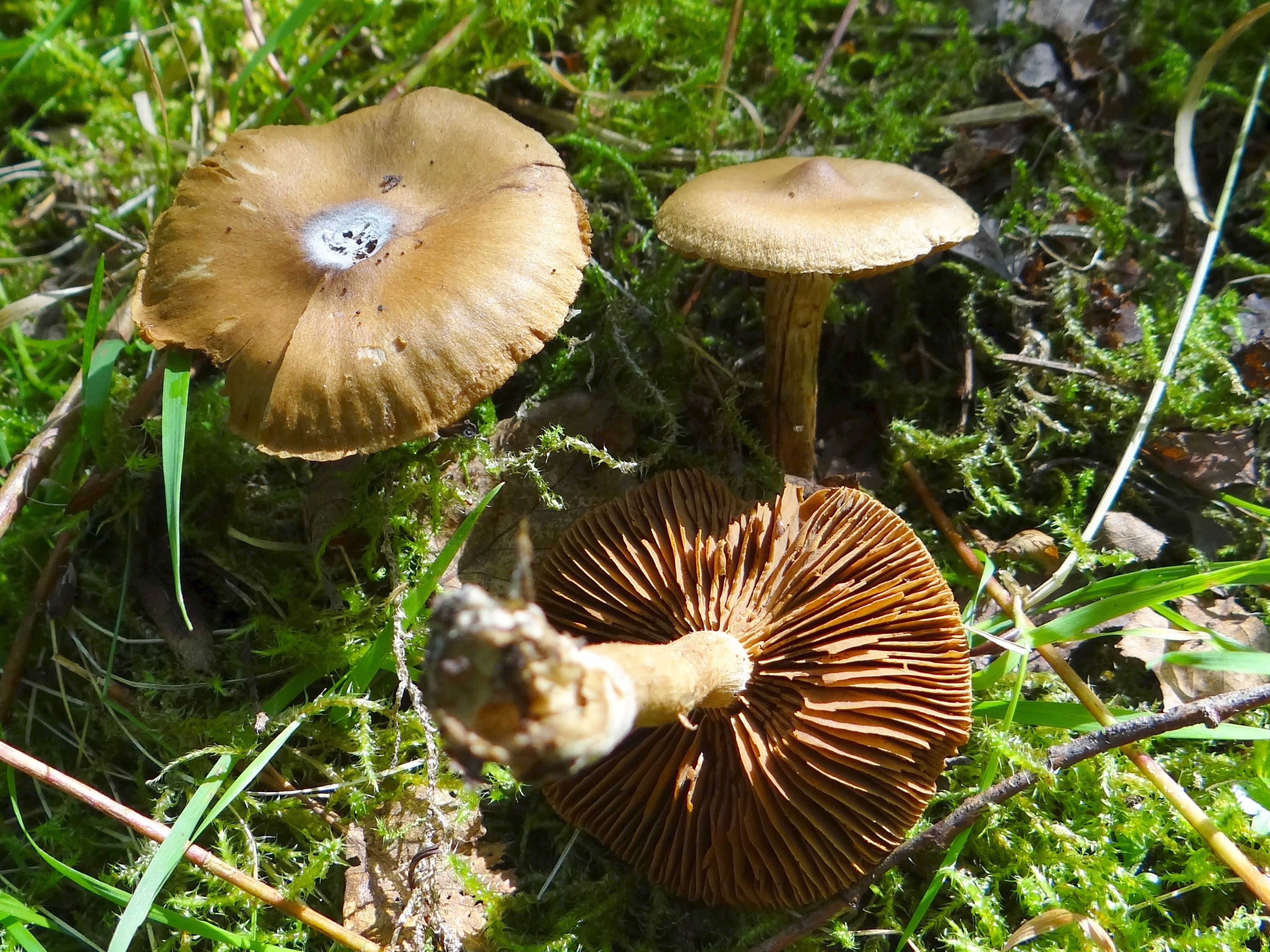
!Cortinarius hinnuleus!
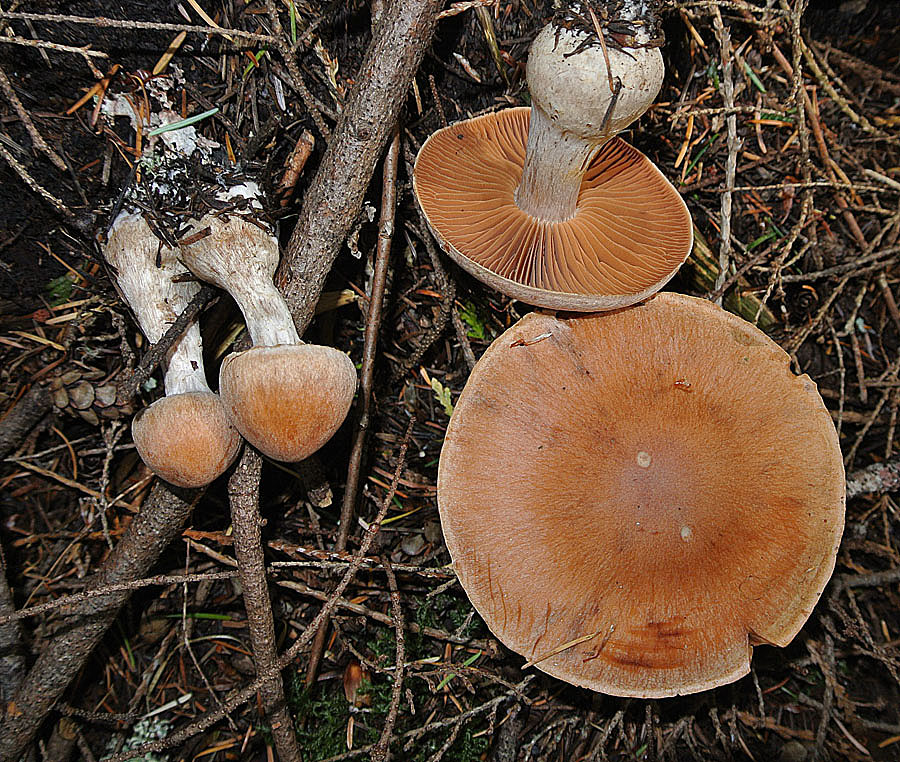
!Cortinarius laniger!
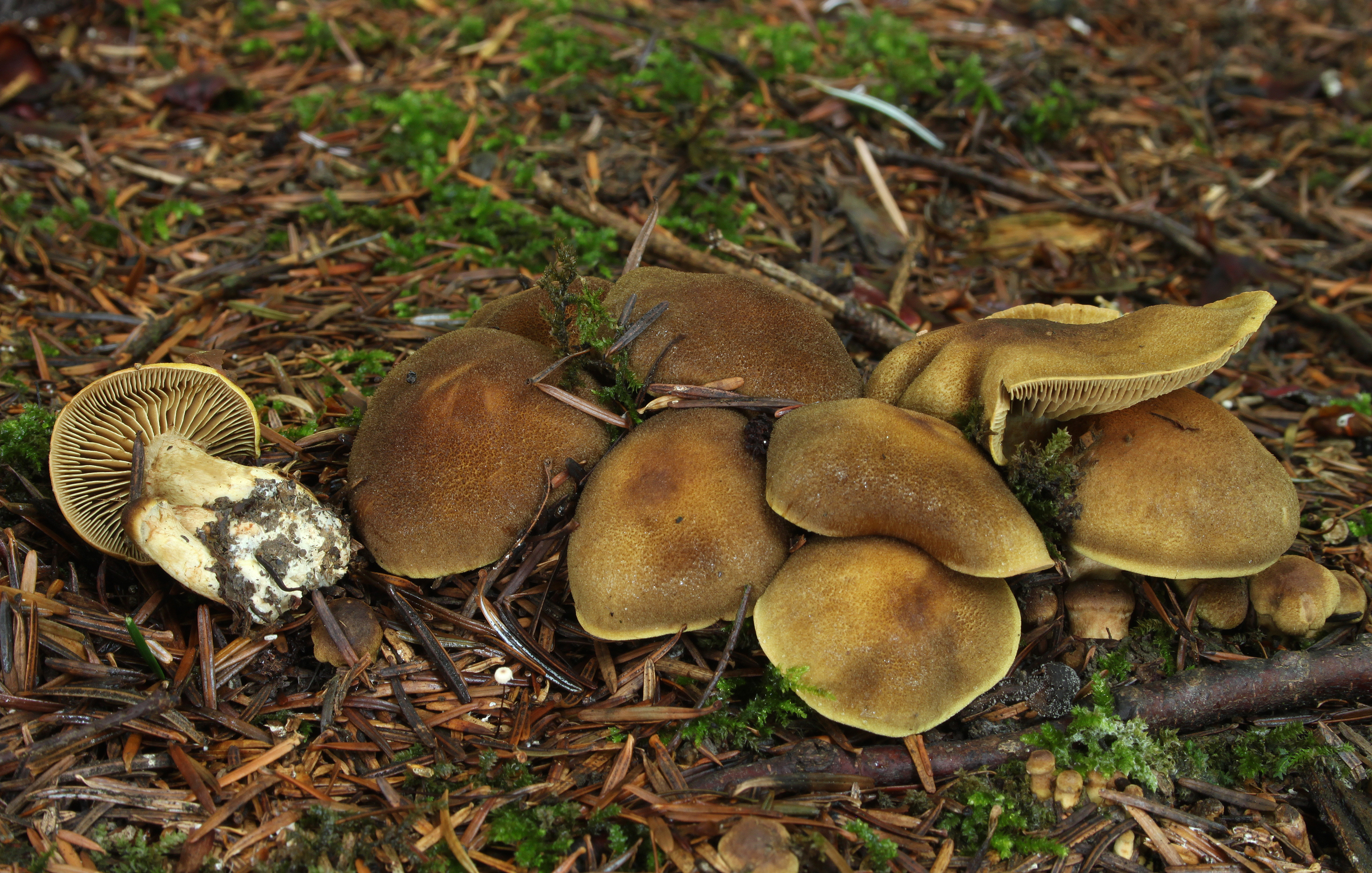
Cortinarius melanotus
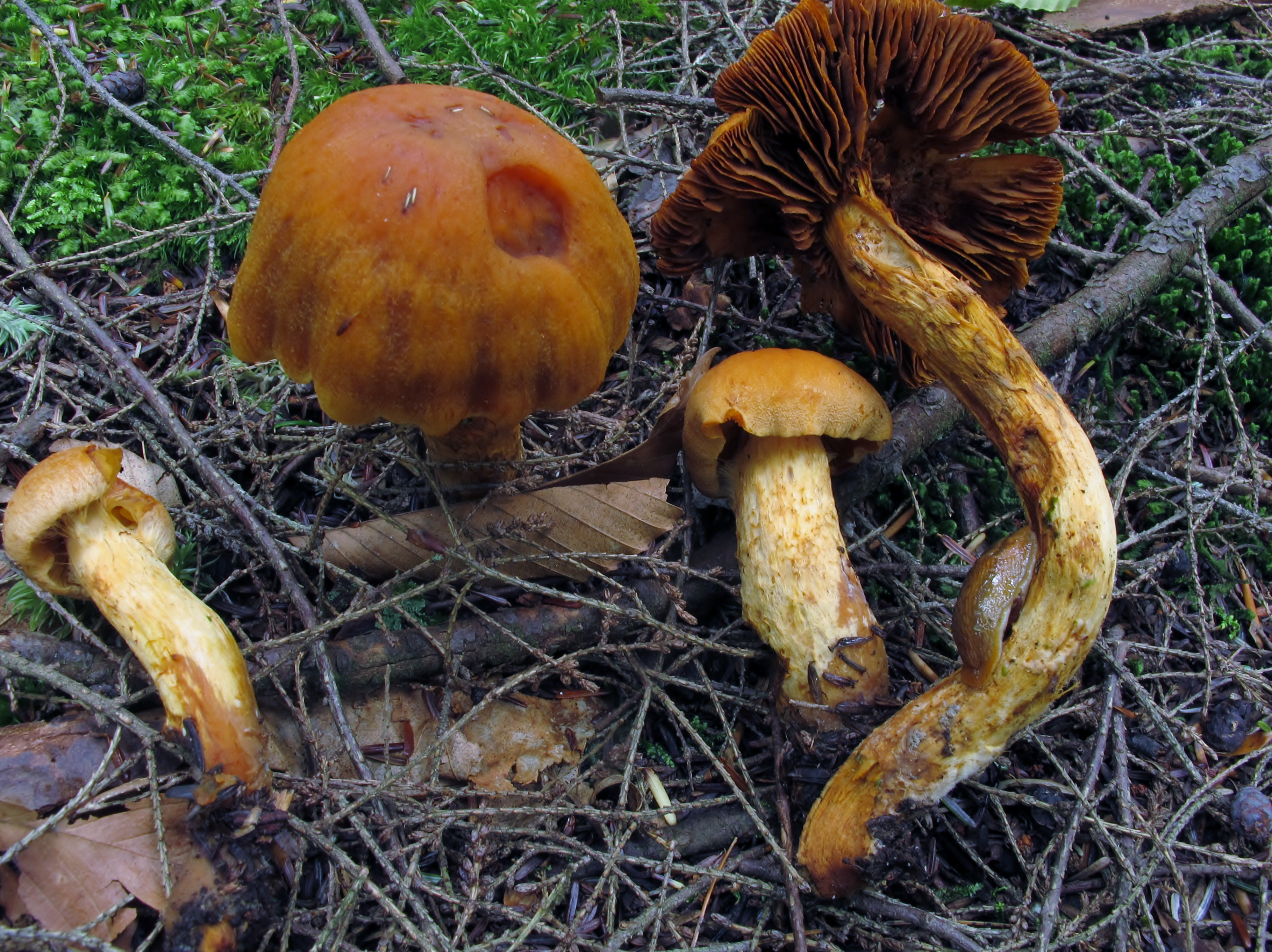
!!!Cortinarius limonius!!!
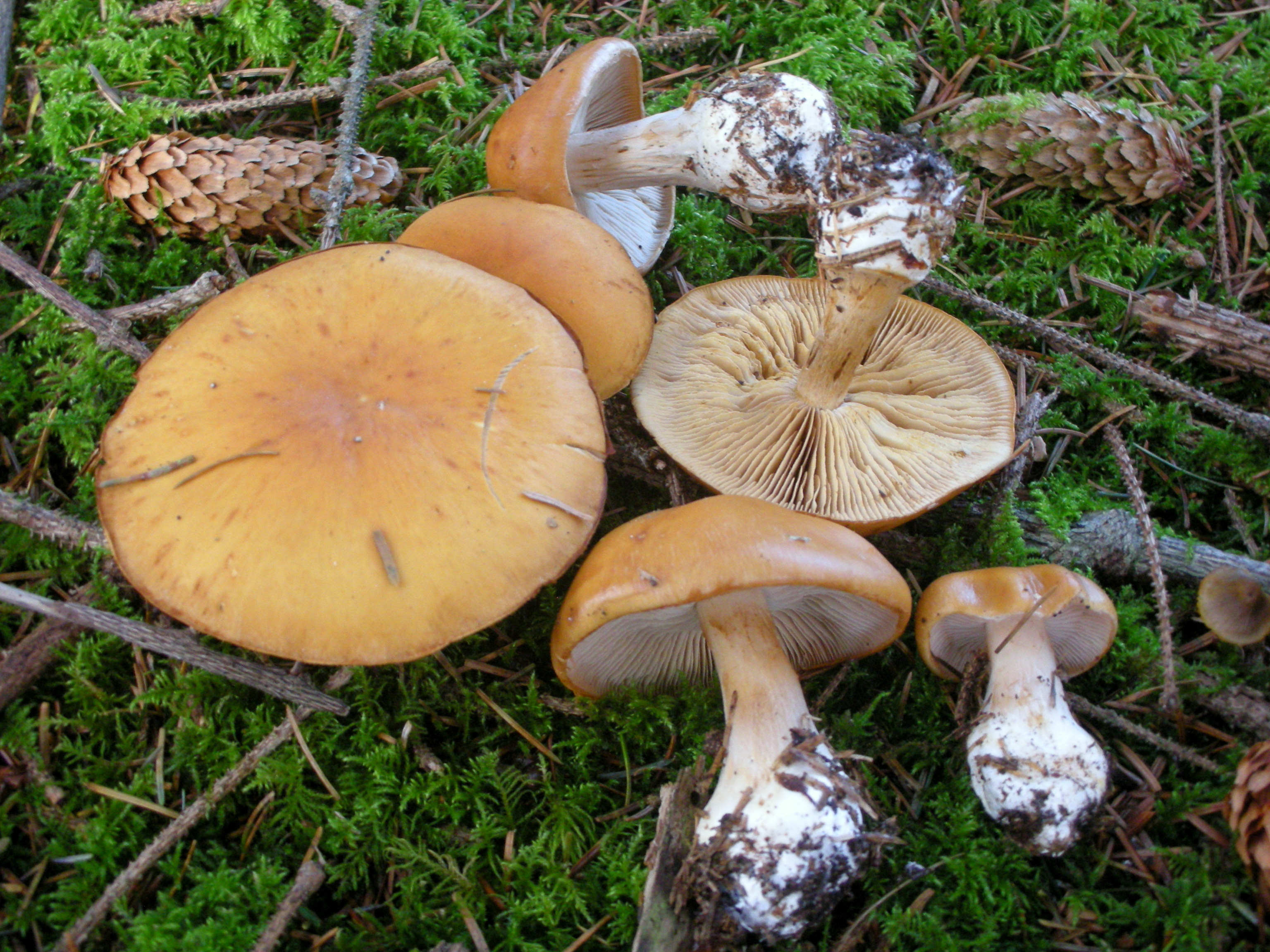
Cortinarius multiformis

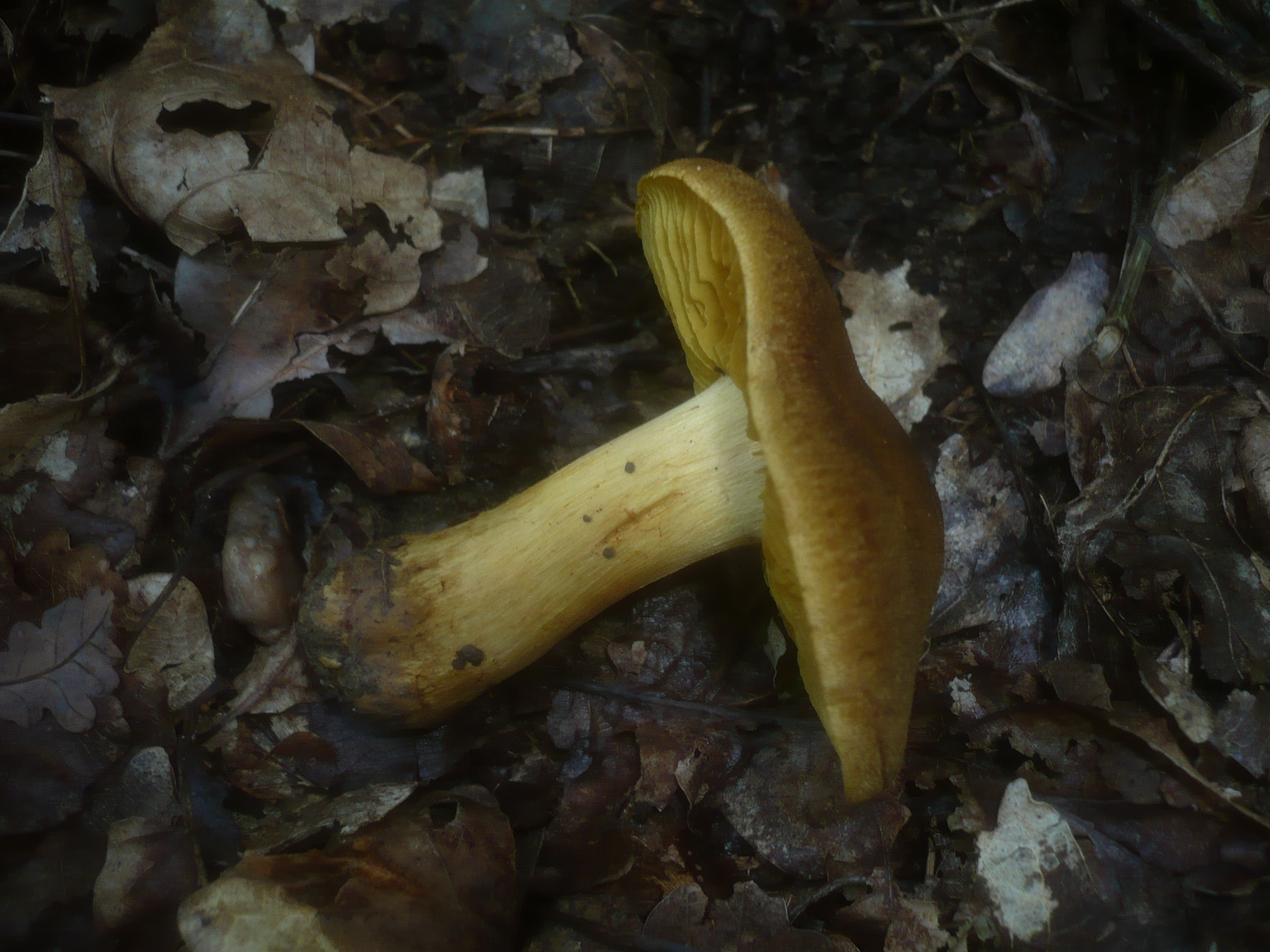
!!Cortinarius psittacinus!!
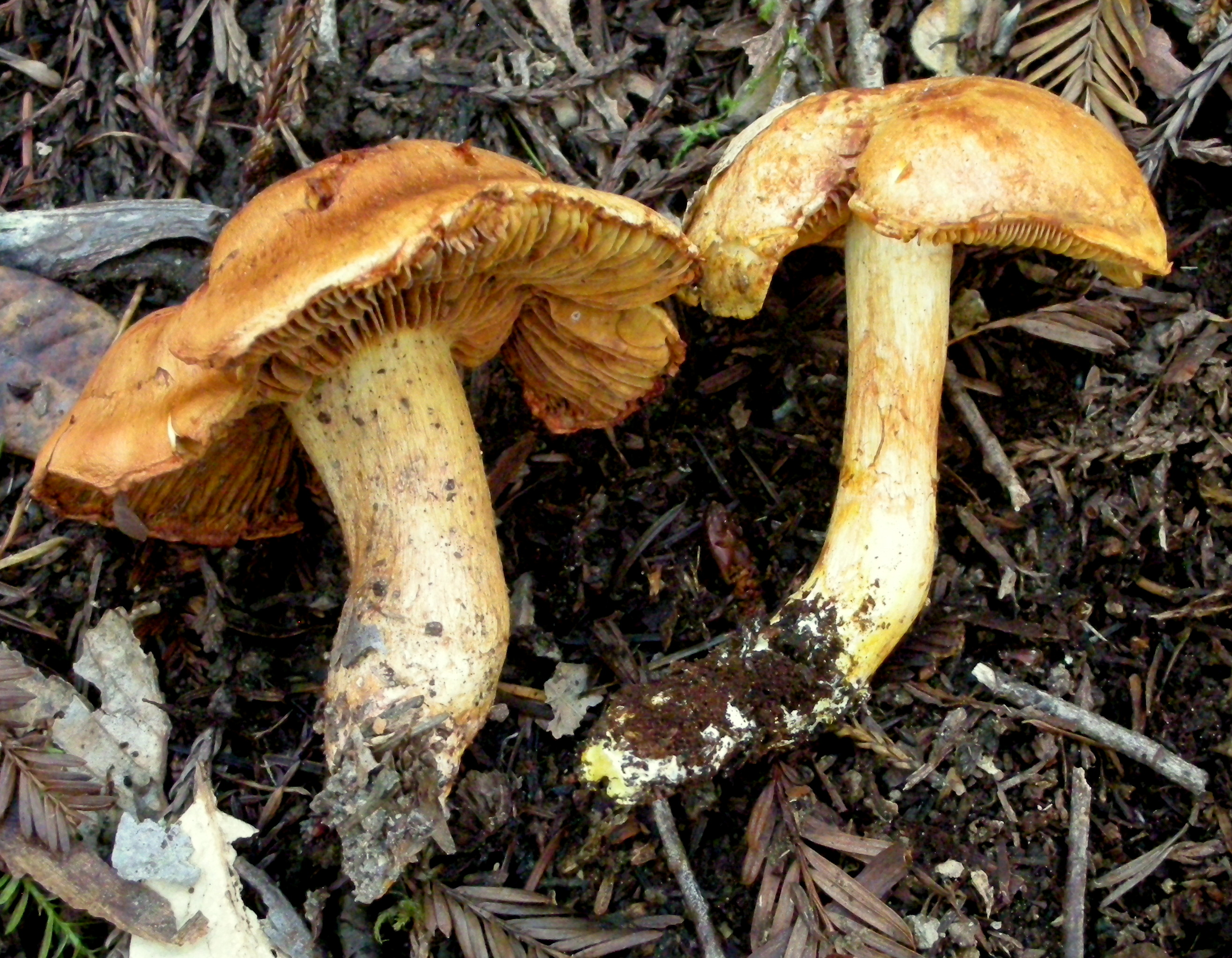
!!Cortinarius rubicundulus!!
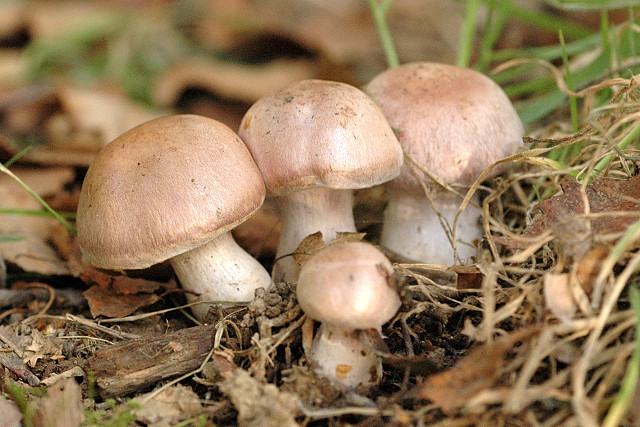
!Cortinarius subferrugineus!
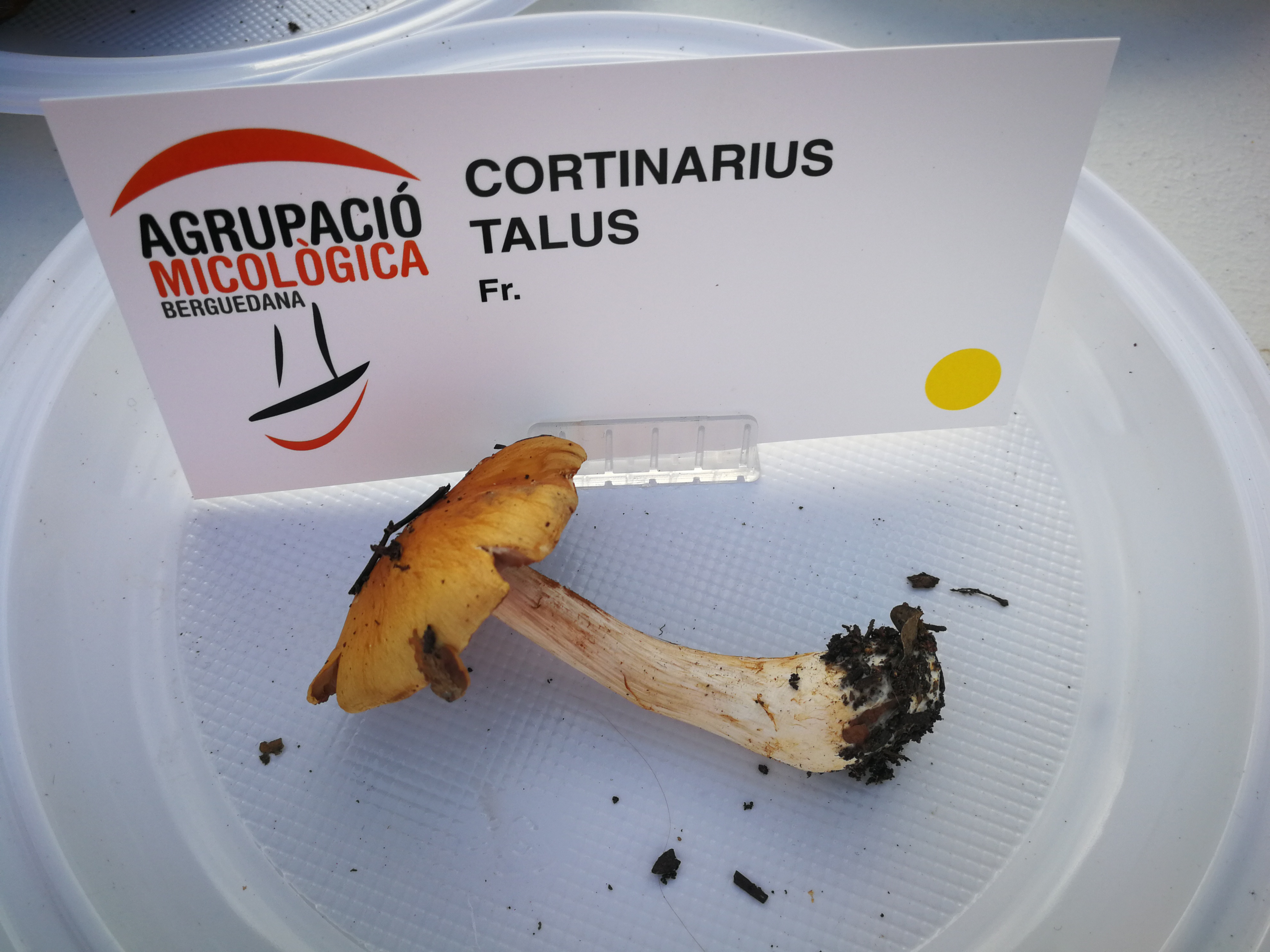
Cortinarius talus
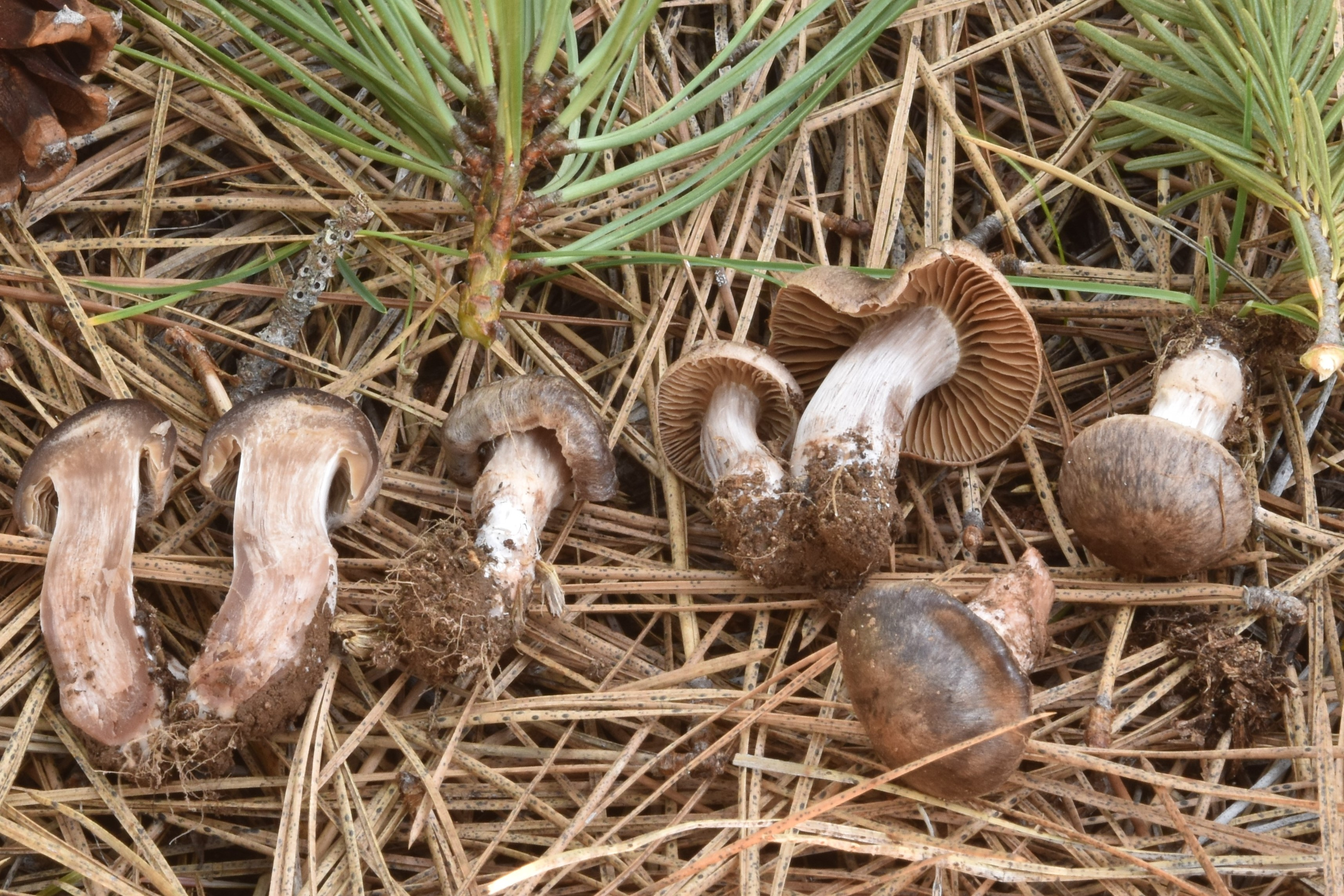
!Cortinarius vernus sin. Cortinarius erythrinus!
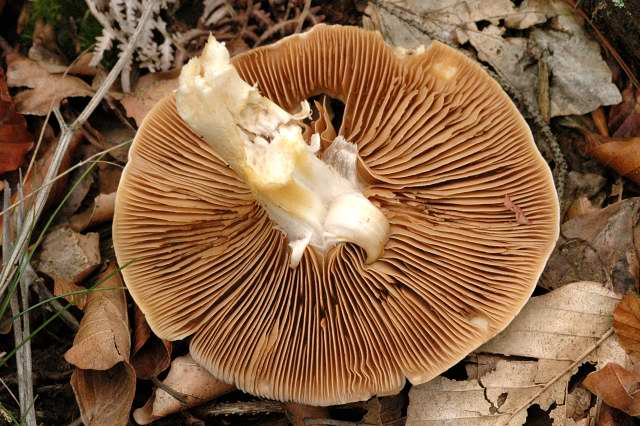
!!Cortinarius xantho-ochraceus!!

## Valorificare
Cortinarius venetus este otrăvitor ca toate speciile ale subgenului Leprocybe, dar nu mortal, neconținând orelalină. În plus, la această specie au fost măsurate doze foarte mari ale radioizotopului cesiu-137, anume 194.000 Bq/kg în ciuperci uscate.